# Libro perdido de Lehi
El Libro de Lehi, también conocido como el Libro perdido de Lehi o las 116 páginas perdidas, fueron las páginas manuscritas originales de lo que Joseph Smith, fundador del Movimiento de los Santos de los Últimos Días, dijo que era la traducción del Libro de Lehi, la primera porción de las planchas de oro que le reveló un ángel en 1827. Estas páginas, que no habían sido copiadas, fueron perdidas por el escriba de Smith, Martin Harris, durante el verano de 1828 y se presume que fueron destruidas. Smith completó el Libro de Mormón sin volver a traducir el Libro de Lehi, reemplazándolo con lo que dijo que era un resumen tomado de las Planchas de Nefi.

## Trasfondo
Joseph Smith dijo que el 22 de septiembre de 1827 había recuperado un conjunto de planchas de oro enterradas en una colina prominente cerca de la granja de sus padres en Mánchester, Nueva York. Martin Harris, un agricultor respetable pero supersticioso de la cercana Palmyra, se convirtió en un creyente y le dio a Smith cincuenta dólares para financiar la traducción de las planchas. Lucy Harris, la esposa de Martin, también donó parte de su propio dinero y se ofreció a dar más, a pesar de que Smith negó su pedido de ver las planchas y le dijo que «en relación con la asistencia, siempre prefiero tratar con hombres en lugar de sus esposas.»
Smith y su esposa Emma se mudaron a su ciudad natal de Harmony, Pensilvania, a fines de octubre de 1827, donde comenzó a transcribir la escritura en las planchas. Cuando Harris dejó Palmyra para visitar a Smith sin llevar a su esposa, ella sospechó que Smith tenía la intención de defraudarla a ella y a su esposo.
Cuando Harris regresó, Lucy se negó a compartir su cama, y ella hizo que un pretendiente de su hija copiara subrepticiamente los caracteres en la Transcripción Anthon que Smith le había dado a Harris. Lucy luego acompañó a su esposo de regreso a Harmony en abril de 1828, cuando Martin acordó servir como escriba de Smith. Antes de regresar a casa después de dos semanas, Lucy buscó en la casa de Smith y en los terrenos las planchas, pero no pudo localizarlas. Smith dijo que no necesitaba su presencia física para crear la transcripción y que estaban escondidos en los bosques cercanos.

## Harris como escriba de Smith
De abril a junio de 1828, Harris actuó como el escriba de Smith, ya que Smith dictó el manuscrito usando las piedras videntes Urim y Tumim. A mediados de junio, Smith había dictado unas 116 páginas de texto manuscritas.
Harris siguió teniendo dudas sobre la autenticidad del manuscrito, y «no podía olvidar el escepticismo de su esposa o las preguntas hostiles de la multitud de la taberna de Palmyra». La madre de Smith, Lucy, dijo que Harris le pidió a Joseph que echara un vistazo a las planchas, como «un testigo más de su existencia real y que él podría estar en mejores condiciones para dar una razón de la esperanza que había en él». Cuando esa solicitud fue denegada, preguntó por el manuscrito. ¿Podría al menos llevárselo a casa para tranquilizar a su esposa? Después de negar su solicitud dos veces, Smith, con gran inquietud, dijo que el Señor había dado permiso, y permitió que Harris llevara las páginas del manuscrito a Palmyra con la condición de que se las mostrara a solo cinco miembros de la familia. Incluso hizo que Harris se atara a sí mismo en un juramento solemne.

## La desaparición del manuscrito

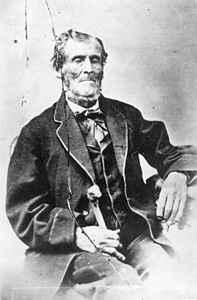
Martin Harris a los 87 años, más de cuarenta años después de la pérdida del manuscrito

Cuando Harris regresó a su casa, le mostró el manuscrito a su esposa, quien le permitió encerrarlos en su escritorio. Harris luego mostró las páginas no solo a los familiares nombrados, sino «a cualquier amigo que viniera». En una ocasión, Harris abrió la cerradura de la oficina y la dañó, irritando a su esposa. El manuscrito luego desapareció.
Poco después de que Harris dejó Harmony, la esposa de Smith dio a luz al hijo primogénito de Smith, que estaba «muy deformado» y murió menos de un día después del parto. Emma Smith estuvo a punto de morir y Smith la atendió durante dos semanas. A medida que lentamente ganaba fuerza, Smith la dejó al cuidado de su madre y regresó a Palmyra en busca de Harris y el manuscrito.
Al día siguiente, Harris fue arrastrado a la casa de la familia Smith en apuros y sin las páginas. Smith instó a Harris a buscar en su casa nuevamente, pero Harris le dijo que ya había arrancado camas y almohadas. Smith gimió: «¡Oh, Dios mío! ... ¡Todo está perdido! ¡Todo está perdido! ¿Qué debo hacer? He pecado, fui yo quien tentó la ira de Dios».
Después de regresar a Harmony sin Harris, Smith le dictó a Emma su primera revelación escrita, que reprendió a Smith y denunció a Harris como «un hombre malvado». Sin embargo, la revelación aseguró a Smith que si él era penitente, los intérpretes serían devueltos a él durante su visita anual con Moroni el 22 de septiembre de 1828, y él recuperaría su capacidad de traducir.

## Transcripción reanudada
Entre la pérdida de las páginas durante el verano de 1828 y la rápida finalización del Libro de Mormón en la primavera de 1829, hubo un período de reposo como si Smith estuviera esperando «ayuda o dirección». En abril de 1829 Smith se unió a Oliver Cowdery, un compañero Vermonter y un pariente lejano que reemplazó a Harris como escriba. El ritmo de la transcripción aumentó tan dramáticamente que, en dos meses, se completó casi todo el resto del manuscrito del Libro de Mormón.
Según Smith, no volvió a traducir el material que Harris había perdido porque dijo que si lo hacía, los hombres malvados alterarían el manuscrito en un esfuerzo por desacreditarlo. Smith dijo que, en cambio, se le había ordenado divinamente que reemplazara el material perdido con el relato de Nefi de los mismos eventos. (Sin embargo, «los hombres malvados» también podrían haber alterado el manuscrito perdido para contradecir la nueva cuenta, como lo demuestra el supuesto deseo de Mark Hofmann de hacerlo). Cuando Smith llegó al final del libro, le dijeron que Dios había previsto la pérdida del manuscrito temprano y había preparado la misma historia en un formato abreviado que enfatizaba la historia religiosa, las Planchas menores de Nefi. Smith transcribió esta porción, y aparece como la primera parte del libro. Cuando se publicó en 1830, el Libro de Mormón contenía una declaración sobre las 116 páginas perdidas, así como el Testimonio de tres testigos y el Testimonio de ocho testigos, quienes afirmaron haber visto y manipulado las planchas de oro.
La pérdida del manuscrito proporcionó a los opositores del mormonismo, como el clérigo del siglo XIX MT Lamb, con razones adicionales para descartar la religión como un fraude. Fawn M. Brodie ha escrito que Smith «se dio cuenta de que era imposible para él reproducir la historia exactamente, y que volver a recetar sería invitar a comparaciones devastadoras. La esposa de Harris se burló de él: "Si esto es una comunicación divina, lo mismo ser quien te lo reveló fácilmente puede reemplazarlo".» Los exmormones Jerald y Sandra Tanner argumentaron que el manuscrito perdido sugería que Smith no era un individuo equivocado que creía en su propia imaginación creativa, pero que al menos era mínimamente consciente de su propio engaño.
Según Jeffrey R. Holland, un apóstol de la IJSUD, «no fue ojo por ojo, esto por eso: me das 116 páginas de manuscritos y te daré 142 páginas de texto impreso. No es así. Recuperamos más de lo que perdimos. Y desde el principio se supo que sería así.»
Smith le permitió a Martin Harris ser uno de los Tres Testigos. Hipotecó su granja por tres mil dólares (equivalente a setenta mil seiscientos dólares en 2018) como garantía en caso de que el Libro de Mormón no se vendiera y, de hecho, no lo hizo, perdiendo tanto a su granja como a su esposa. Más tarde desautorizó a Joseph Smith, dejó la iglesia, se unió a varias congregaciones diferentes relacionadas con los mormones. Posteriormente, a los ochenta y siete años, volvió a La Iglesia de Jesucristo de los Santos de los Últimos Días y se retractó de lo que había dicho anteriormente sobre Smith. Sin embargo, nunca rechazó las planchas de oro. En su lecho de muerte, Harris dijo:

El Libro de Mormón no es falso. Sé lo que sé. He visto lo que he visto y he oído lo que he escuchado. He visto las planchas de oro de las cuales el Libro de Mormón está escrito. Un ángel se me apareció a mí y a otros y testificó la veracidad del registro, y si hubiera estado dispuesto a perjurarme a mí mismo y haber jurado falsamente el testimonio que ahora doy, podría haber sido un hombre rico, pero no pude he testificado aparte de lo que he hecho y ahora estoy haciendo porque estas cosas son ciertas.
Martin Harris